# Список країн за кількістю іммігрантів
Спи́сок 30 краї́н з найбі́льшим число́м іммігра́нтів, та 30 пе́рших краї́н за кі́лькістю іммігра́нтів (у відсотках) від всього населення.

## Дані
Дані отримані із Статистичного довідника «Міграція і грошові перекази 2011» який підготували фахівці відділу Світового банку по оцінці перспектив розвитку. У свою чергу даний довідник містить дані з Бази даних Відділу ООН з народонаселення (англ. UNPD 2010) - найповнішого джерела відомостей про обсяги міжнародної міграції за період з 1960 р. по 2010 р. Також використовуються інші джерела, зокрема дані із статистичних органів різних країн. Список відображає показники станом на жовтень 2010 р. 
Згідно з «Рекомендаціями щодо статистичних даних про міжнародну міграцію» (1998 р.) Відділу ООН по статистиці, особами, які перебувають в довгостроковій міграції, вважаються особи, які переїхали в країну, яка не є для них країною постійного проживання, на термін не менше 1 року, таким чином, країна призначення фактично стає для них новою країною постійного проживання. Особи, які перебувають в короткостроковій міграції, вважаються особи, які переїжджають в країну, яка не є для них країною постійного проживання, на термін не менше 3 місяців, але не більше 1 року, крім випадків, коли переїзд пов'язаний з відпочинком, відпусткою, відвідуванням друзів і родичів, з комерційними цілями, лікуванням, паломництвом (англ. UN Statistics Division 1998).
Терміни перебування іноземців в країні, після закінчення яких вони вважаються мігрантами, в різних країнах різні. Наприклад, згідно з визначенням ООН, іноземні студенти, що проходять навчання в країні більше 1 року, повинні вважатися мігрантами.
Враховуються будь-які території з населенням понад 30 тис. мешканців, в яких органи влади ведуть окрему статистику соціально-економічних показників. Єдиний виняток - Палау; населення цієї держави менше 30 тис., але вона включена в класифікацію, так як є членом Світового банку.
| Зверніть увагу на те, що офіційні дані окремих країн про міжнародну міграцію нерідко є неповними, неактуальними, а показники по деяких країнах не піддаються коректному порівняльному аналізу. Також оцінка чисельності мігрантів може бути заниженою в силу використання нелегальних каналів перетину кордонів, невпорядкованості процесу міграції та відсутності чіткого визначення поняття - «мігрант». |

## Кількість іммігрантів на жовтень 2010
| Місце | Країна                      | Млн чол. |
| ----- | --------------------------- | -------- |
| 1     | США                         | 43       |
| 2     | Росія                       | 12       |
| 3     | Німеччина                   | 11       |
| 4     | Саудівська Аравія           | 7        |
| 5     | Канада                      | 7        |
| 6     | Велика Британія             | 7        |
| 7     | Іспанія                     | 7        |
| 8     | Франція                     | 7        |
| 9     | Австралія                   | 6        |
| 10    | Індія                       | 5        |
| 11    | Україна                     | 5        |
| 12    | Італія                      | 4        |
| 13    | Пакистан                    | 4        |
| 14    | ОАЕ                         | 3        |
| 15    | Казахстан                   | 3        |
| 16    | Йорданія                    | 3        |
| 17    | Ізраїль                     | 3        |
| 18    | Гонконг                     | 3        |
| 19    | Кот-д'Івуар                 | 2        |
| 20    | Малайзія                    | 2        |
| 21    | Сирія                       | 2        |
| 22    | Японія                      | 2        |
| 23    | Іран                        | 2        |
| 24    | Кувейт                      | 2        |
| 25    | Сінгапур                    | 2        |
| 26    | Західний берег річки Йордан | 2        |
| 27    | ПАР                         | 2        |
| 28    | Гана                        | 2        |
| 29    | Швейцарія                   | 2        |
| 30    | Нідерланди                  | 2        |

## Відсоток іммігрантів від всього населення на жовтень 2010
| Місце | Країна                           | % від населення |
| ----- | -------------------------------- | --------------- |
| 1     | Катар                            | 87              |
| 2     | Монако                           | 72              |
| 3     | ОАЕ                              | 70              |
| 4     | Кувейт                           | 69              |
| 5     | Андорра                          | 64              |
| 6     | Кайманові Острови                | 63              |
| 7     | Північні Маріанські Острови      | 62              |
| 8     | Американські Віргінські Острови  | 57              |
| 9     | Макао                            | 55              |
| 10    | Острів Мен                       | 55              |
| 11    | Нормандські острови              | 50              |
| 12    | Йорданія                         | 46              |
| 13    | Гуам                             | 44              |
| 14    | Західний берег річки Йордан      | 44              |
| 15    | Американське Самоа               | 41              |
| 16    | Сінгапур                         | 41              |
| 17    | Ізраїль                          | 40              |
| 18    | Бахрейн                          | 39              |
| 19    | Гонконг                          | 39              |
| 20    | Сан-Марино                       | 37              |
| 21    | Бруней                           | 36              |
| 22    | Майотта                          | 36              |
| 23    | Люксембург                       | 35              |
| 24    | Ліхтенштейн                      | 35              |
| 25    | Аруба                            | 32              |
| 26    | Бермудські Острови               | 31              |
| 27    | Оман                             | 28              |
| 28    | Палау                            | 28              |
| 29    | Саудівська Аравія                | 28              |
| 30    | Нідерландські Антильські острови | 26              |